# Damaskiny
Damaskiny, to zbiór kazań autorstwa greckiego kaznodziei - Damascena Studyty, nazwane tak od jego imienia. Zaczęły się one pojawiać od końca XVI wieku w przekładach.
Autor, pochodzący z Sołunia zdobył rozgłos wśród Greków, Bułgarów, Serbów, a nawet Rusów, homiliami na niemal wszystkie święta roku, przeznaczonym dla szerokich rzesz prostego ludu. Damascen Studyta nauczał w sposób przystępny i prosty, nie wystrzegając się porównań z codziennego życia, często ubarwiał pouczenie przypowieścią lub apokryfem, a kiedy indziej dopełniał wiadomościami z filozofii, historii i astronomii.
Wkrótce po wydaniu homiliarza Skarb (1558, Съкровище), przekłady z kazań Damascena pojawiły się w Macedonii i zachodniej Bułgarii. W całości zbiór ten przetłumaczył wówczas biskup Grigorij z Prilepu (Macedonia) i odtąd do połowy XIX wieku damaskiny nieustannie tłumaczono i przepisywano. W XVII wieku zaczęto je uzupełniać innymi utworami, a w XVIII wieku nazwę tę stosowano nawet dla tych „zborników” (tzw. zborniki o treści mieszanej), które nie zawierały kazań Studyty.